# 雅克·达尔邦·德·圣安德烈

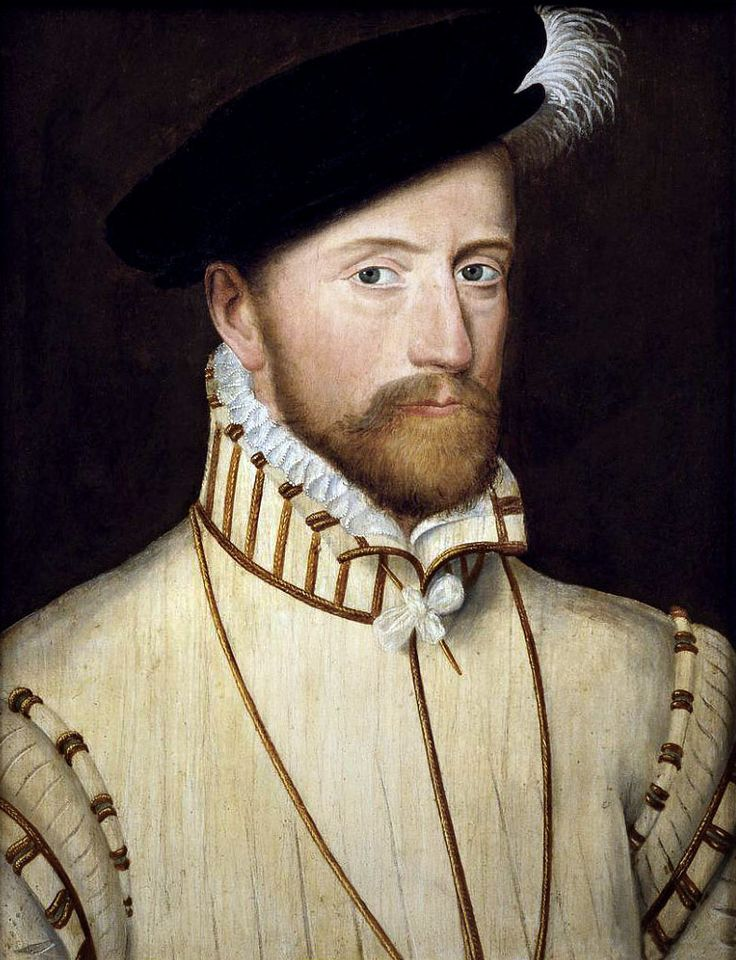
圣安德烈元帥

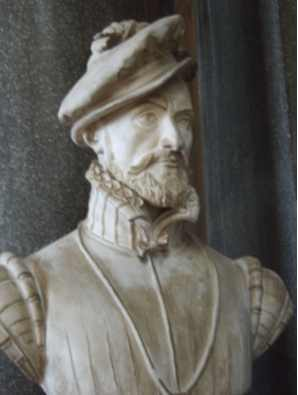
凡尔赛宫圣安德烈元帥塑像

雅克·达尔邦·德·圣安德烈（法語：Jacques d'Albon de Saint-André，法語發音：[ʒak dalbɔ̃]；约1505年—1562年12月19日），法國國王亨利二世的兒時玩伴與寵臣，先後被任命為樞密官、法國元帥、宮內第一侍從、里昂行省總督、駐英格蘭大使等職。1557年在對西班牙的聖康坦戰役中，與主帥蒙莫朗西公爵一同戰敗被俘，之後獲釋。1560年弗朗索瓦二世死後，他與天主教派的法國統帥安內、吉斯公爵弗朗索瓦(組成所謂三人執政集團，反對基督教新教徒和王太后凯瑟琳·德·美第奇。1562年第一次胡格诺战争中，在德勒战役被殺。
他只有一個女兒——卡特琳·达尔邦·德·圣安德烈（Catherine d'Albon de Saint-André，1546-1564年），原本是第三代吉斯公爵的未婚妻（男方比女方小四歲）以強化和吉斯家族的聯盟，但凱薩琳卻在1564年過世，芳齡18，繼承自其父的爵位和家產都被王室收回。